# Zac Goldsmith

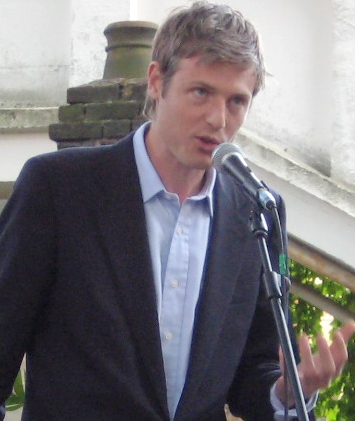
Zac Goldsmith MP

Frank Zacharias Robin "Zac" Goldsmith (n. 20 ianuarie 1975, Londra) este un politician britanic, membru al Partidul Conservator.